# Желтоклювая цапля
Желтоклювая цапля (лат. Egretta eulophotes) — вымирающий вид птиц семейства цаплевых.

## Описание
Желтоклювая цапля полностью белая с жёлтым клювом. Ноги чёрные, пальцы ног жёлтые. На голове небольшой хохолок рассученных перьев.

## Распространение
Водится эта цапля в следующих странах: Россия(юг Приморья), Южная и Северная Корея и Китай; мигрируют на юг на Филиппинские острова, в Малайзию, Сингапур и Индонезию. Главным образом зимуют на Восточных Висайях (в провинциях Лейте, Бохоль и Себу). В России гнездится на островах Римского-Корсакова в заливе Петра Великого — здесь проходит северная граница ареала этого вида.

## Образ жизни
Желтоклювая цапля гнездится в прибрежных районах, придерживаясь берегов солоноватых водоёмов и устьев рек. Держатся самостоятельными группами или вместе с другими видами цапель. Гнёзда обычно строит на деревьях или в тростнике. Кормится на полях и мелководьях. Корм составляют лягушки, рыба и насекомые. Птенцы рождаются беспомощными и остаются в гнезде около 6 недель.

## Охранный статус
В Красном списке IUCN под категорией VU — уязвимый. Численность сокращается в связи с уменьшением естественной среды. Сейчас в мире насчитывается от 2 000 до 3 400 птиц.
Существует предположение, что первоначально желтоклювая цапля была почти полностью истреблена во время моды на эгретки, а затем не смогла восстановить свою численность из-за конкуренции с более многочисленной и имеющей сходный образ жизни малой белой цаплей.